# Kamenikovke
Kamenikovke (lat. Saxifragaceae), biljna porodica u redu kamenikolike, koja ime dobiva po rodu Saxifraga (kamenika), a ime dolazi od latinske riječi saxum (kamen) i frangere (razlomiti), zato što često rastu u pukotinama stijena i kamena.
Poprodica se sastooji od preko 850 priznatih vrsta unutar 32 roda.

## Opći opis
Saxifragaceae, s oko 33 roda i 540 vrsta, gotovo je u potpunosti zeljasta. Većina vrsta porodice raste u vlažnim šumama u hladnim sjevernim regijama. Pripadnici roda Saxifraga (doslovno "razbijač stijena"), sa svojom upornom sposobnošću da uspijevaju na živim stijenama u hladnim, oštrim klimatskim uvjetima, imaju čvrst korijenski sustav i prodorno glavno korijenje. Među zeljastim porodicama u redu, Saxifragaceae su možda najvažnije hortikulturno. Saxifraga, Astilbe i Heuchera sadrže mnoge vrste koje se uzgajaju u kamenjarima i šumskim vrtovima. Cvjetovi su obično dvospolni i često pomalo upadljivi, a listovi variraju od jednostavnih do složenih i ponekad su grupirani u bazalnu rozetu. Izbojci i listovi nekih biljaka jedu se ili kuhaju kao čaj. Stanovnici gorja Appalachian prave salate s Saxifraga erosa (“planinska salata” ili “jelenji jezik”).
Članovi su kozmopolitski rasprostranjeni, ali prvenstveno porijeklom iz sjevernih hladnih i umjerenih regija. Članovi porodice imaju listove koji se karakteristično izmjenjuju duž stabljike i ponekad su duboko režnjevi ili oblikuju rozete. Cvjetovi imaju i muške i ženske dijelove i četiri ili pet čašica i latica; obično se rađaju u razgranatim skupinama i imaju raspon boja od zelenkaste do bijele ili žute i od ružičaste ili crvene do ljubičaste. Plod je čahura s mnogo sjemenki.
Većina kultiviranih vrsta u porodici pripada rodu kamenika (Saxifraga). Dobro poznati članovi porodice koji se često sade u kamenjarima ili kao granični ukrasi uključuju “koraljna zvona” (rod Heuchera), Astilbu, “biskupsku kapu” (Mitella), šumske zvijezde (Lithophragma), “indijsku rabarbaru” (Darmera peltata), Pjenasti cvijet (Tiarella) i Tolmiea menziesii.
Lišće Astilbe philippinensis koristi se u sjevernom Luzonu na Filipinima za dimljenje. Rizomi kineske bergenije (Bergenia purpurascens) koriste se u kineskoj medicini za zaustavljanje krvarenja i služe kao tonik. “Srcelisni pjenasti cvijet” (Tiarella cordifolia) iz Sjeverne Amerike koristi se u narodnoj medicini kao diuretik i tonik. Puzava kamenika (Saxifraga stolonifera), porijeklom iz Kine i Japana, koristi se na Javi, u Vijetnamu i raznim dijelovima Kine za bolove u uhu i druge probleme s ušima. Također se koristi u Kini za napade kolere i za liječenje hemoroida.
Porodica Saxifragaceae ilustrira cijeli raspon prilagodbe različitim uvjetima vlage. Saxifraga nutans prava je vodena biljka. “Močvarna kamenika” (Micranthes pensylvanica) raste u močvarama, a “salatna kamenika” (M. micranthidifolia) raste u hladnim planinskim potocima i na vlažnom kamenju. Ostale su vrste više-manje prilagođene suhim uvjetima, među kojima je i Saxifraga tridactylites, koji skladišti vlagu u malim lukovičastim tijelima na stabljici (bulbils). Slično, S. trifurcata ima snažno kutikulariziranu epidermu, S. globulifera stvara membranozne ljuske pupoljaka i dlakave stipule, a “gruba kamenika” (S. aspera) skladišti vlagu u svojim mesnatim, jako kutikulariziranim, dugotrajnim listovima; sve su primjeri prilagodbi na suha staništa. Kod nekih se stvaraju lisne rozete. Osnove donjeg lišća u rozetama su tek slabo kutikularizirane, tako da rosu koja se tu nakuplja lišće može upiti u dovoljnoj količini da se razvije cvjetni izboj.
Vrste iz roda Saxifraga poznate su po svojoj upornoj sposobnosti da rastu i uspijevaju na izloženim stijenama i u pukotinama stijena. Ime Saxifraga doslovno znači "razbijač stijena". Tako kammenike rastu visoko u alpskim predjelima europskih planina, na mjestima koja su dulje vrijeme u godini prekrivena snijegom i ledom. Biljke imaju čvrst žilav korijenski sustav i duboko prodiruće glavne korijene. U istim surovim uvjetima, neke kamenike se razvijaju kao jastučaste biljke, što uključuje značajno smanjenje površine lišća i skraćeni izdanak.
Međutim, većina vrsta Saxifragaceae raste u vlažnim zasjenjenim šumama. Među njima su vrste Saxifraga, Astilbe, Rodgersia, Astilboides, Peltiphyllum, Micranthes i Boykinia.

## Rodovi
1. Familia Saxifragaceae Juss. (795 spp.)
  1. Tribus Cascadieae R.A.Folk & Soltis
    1. Cascadia A. M. Johnson (1 sp.)
    2. Saxifragodes D. M. Moore (1 sp.)

  2. Tribus Chrysosplenieae Dumort.
    1. Peltoboykinia (Engl.) Hara (2 spp.)
    2. Chrysosplenium L. (82 spp.)

  3. Tribus Micrantheae R.A.Folk & Soltis
    1. Micranthes Haw. (84 spp.)

  4. Tribus Darmereae R.A.Folk & Soltis
    1. Mukdenia Koidz. (1 sp.)
    2. Oresitrophe Bunge (1 sp.)
    3. Astilboides (Hemsl.) Engl. (1 sp.)
    4. Darmera Voss (1 sp.)
    5. Rodgersia A. Gray (5 spp.)
    6. Bergenia Moench (10 spp.)

  5. Tribus Leptarrheneae Schulze-Menz
    1. Leptarrhena R. Br. (1 sp.)
    2. Tanakaea Franch. & Sav. (1 sp.)

  6. Tribus Saniculiphylleae C. Y. Wu & T. C. Ku
    1. Saniculiphyllum C. Y. Wu & T. C. Ku (1 sp.)

  7. Tribus Astilbeae Schulze-Menz
    1. Saxifragopsis Small (1 sp.)
    2. Astilbe Buch.-Ham. (25 spp.)

  8. Tribus Boykinieae R.A.Folk & Soltis
    1. Telesonix Raf. (1 sp.)
    2. Jepsonia Small (3 spp.)
    3. Sullivantia Torr. & A. Gray (3 spp.)
    4. Boykinia Nutt. (8 spp.)
    5. Hemieva Raf. (1 sp.)
    6. Suksdorfia A. Gray (1 sp.)
    7. Bolandra A. Gray (2 spp.)
    8. Hieronymusia Engl. (1 sp.)

  9. Tribus Heuchereae Bartl.
    1. Tiarella L. (7 spp.)
    2. Spuriomitella (H.Boissieu) R.A.Folk & Y.Okuyama (1 sp.)
    3. Elmera Rydb. (1 sp.)
    4. Mitellastra Howell (1 sp.)
    5. Conimitella Rydb. (1 sp.)
    6. Ozomelis Raf. (3 spp.)
    7. Tolmiea Torr. & A. Gray (2 spp.)
    8. Pectiantia Raf. (1 sp.)
    9. Tellima R. Br. (1 sp.)
    10. Asimitellaria (Wakab.) R.A.Folk & Y.Okuyama (11 spp.)
    11. Bensoniella Morton (1 sp.)
    12. Brewerimitella (Engl.) R.A.Folk & Y.Okuyama (2 spp.)
    13. Mitella L. (3 spp.)
    14. Lithophragma (Nutt.) Torr. & A. Gray (9 spp.)
    15. Heuchera L. (50 spp.)

  10. Tribus Saxifrageae Dumort.
    1. Saxifraga L. (462 spp.)
    2. Brachycaulos Dikshit & Panigrahi (1 sp.)